# Letzter

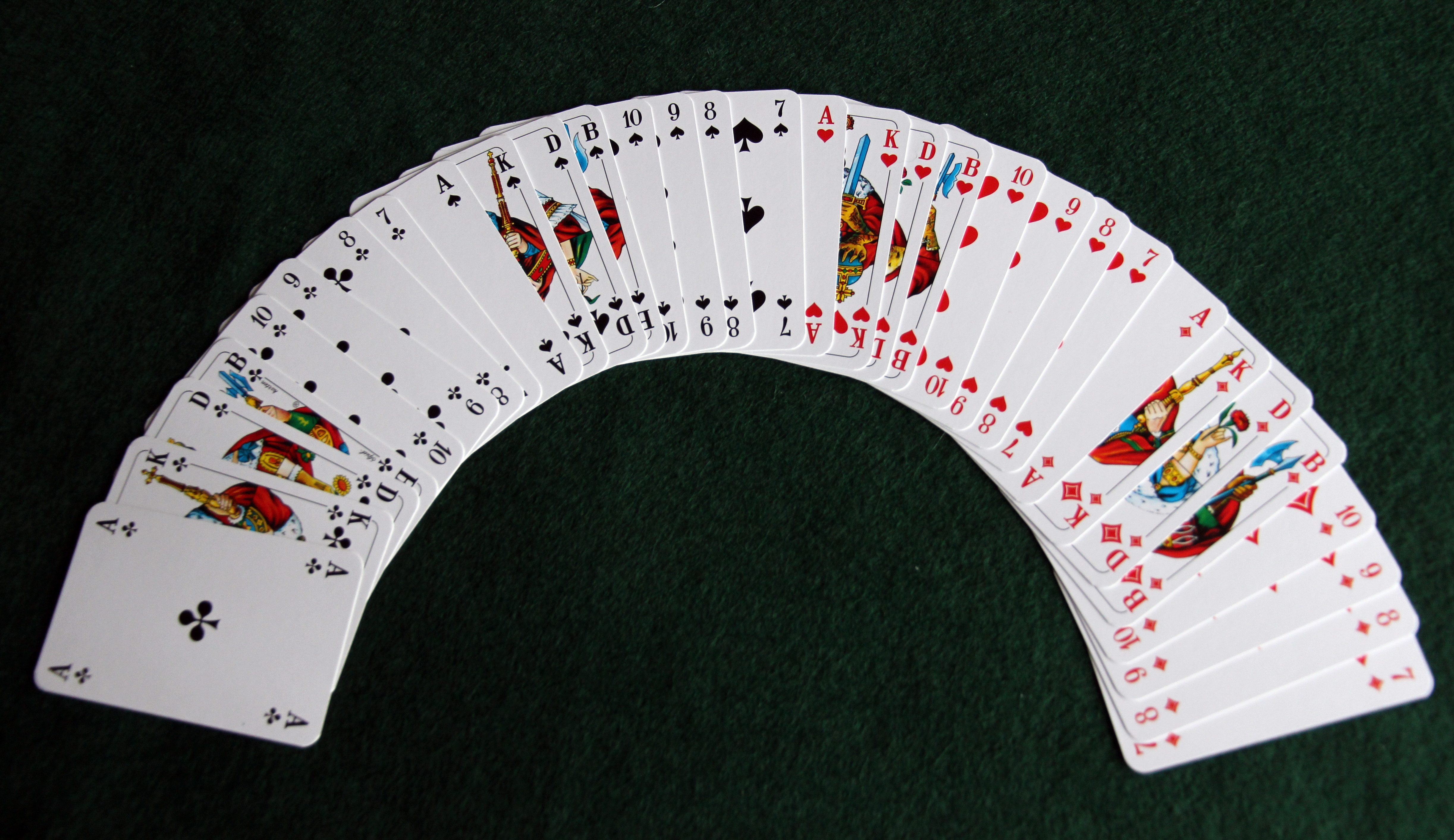

Letzter ist ein Kartenspiel für 3 oder 4 Teilnehmer.

## Regeln für vier Teilnehmer
Letzter wird bei 4 Teilnehmern mit 32 Karten gespielt. Die Rangfolge der Karten ist Ass, König, Dame, Bube, 10, 9, 8, 7. Es werden 7 Karten gegeben, die restlichen 4 Karten bekommt der Geber. Er schiebt drei schlechte Karten zu seinem linken Nachbarn. Dieser schiebt nun 2 Karten weiter, der vorletzte Spieler schiebt eine Karte zum letzten Spieler. So hat jeder 8 Karten. 
Der rechte Nachbar des Gebers spielt die erste Karte aus. Rechtsherum gibt jeder eine Karte derselben Farbe dazu. Wer nicht bedienen kann, muss abwerfen. Wer die höchste Karte der gespielten Farbe zugibt erhält den Stich und spielt zum nächsten aus. Die ersten 7 Stiche sind für das Ergebnis völlig belanglos. Wer aber den letzten Stich bekommt, der hat verloren.  Macht ein Spieler sämtliche Stiche (Durchmarsch), dann hat er gewonnen. Wer den letzten Stich erhält, bekommt einen Strafpunkt. Beim Durchmarsch bekommen alle anderen Spieler einen Strafpunkt.

## Regeln für drei Teilnehmer
Bei drei Teilnehmern wird Letzter ohne Siebenen und Achten gespielt. Jeder bekommt 7 Karten, der Geber 10. Letzterer schiebt 2 Karten weiter, der Nachbar eine Karte, so dass wieder jeder Spieler 8 Karten hat. Ansonsten bleiben die Regeln unverändert.